# Національний культурний центр України в Москві
Національний культурний центр України у Москві — колишній культурологічний центр, що репрезентував сучасну культуру і освіту України в столиці Росії; закритий у 2022 році. Був розташований на вулиці Арбат, у будинку № 9. Культурний центр України в Москві, створено відповідно до постанови Кабінету Міністрів України від 14 травня 1993 р. Культурний центр України у Москві — українська державна установа, завданням якої є зміцнення міжнародного авторитету України, пропаганда української культури та духовності, ознайомлення зарубіжної громадськості з історією і культурою, внутрішньою та зовнішньою політикою України, підтримка українських організацій та земляцтв у Російській Федерації.
Підпорядкований Державному управлінню справами.

## Історія
14 травня 1993 року вийшла постанова Кабінету Міністрів України «Про створення Культурного центру України у м. Москві».
Однак, через нестачу необхідних коштів з держбюджету України, процес відкриття центру затягнувся.
Замість цього, з 1992 року існував недержавний, приватний український культурний центр у Москві, директором якого був Гуменюк Віктор Миколайович. Саме його направцювання та контакти стали підгрунтям і основою для відкриття у Москві державного українського культурного центру.
Відкрився Центр 27 листопада 1998 року.
Гаслом УКЦентру у Москві є слова Михайла Грушевського: 
| "Ми повинні пам'ятати, що представляємо великий народ і зобов'язані представляти його з достоїнством". |
8 лютого 2010 року Президент України Віктор Ющенко прийняв Указ № 140/2010 «Про надання Культурному центру України у м. Москві статусу національного»: 
| Ураховуючи вагомий внесок Культурного центру України у м.Москві в розвиток українсько-російського співробітництва у сфері культури, освіти, науки, популяризацію національного культурного надбання України, її історії, задоволення національно-культурних і мовних потреб українців, які проживають у Російській Федерації, а також з метою сприяння дальшому розвитку центру постановляю: Надати Культурному центру України у м.Москві статус національного і надалі іменувати його – Національний культурний центр України у м.Москві. |

## Структура
В Центрі працюють:
- Бібліотека імені Богдана Ступки

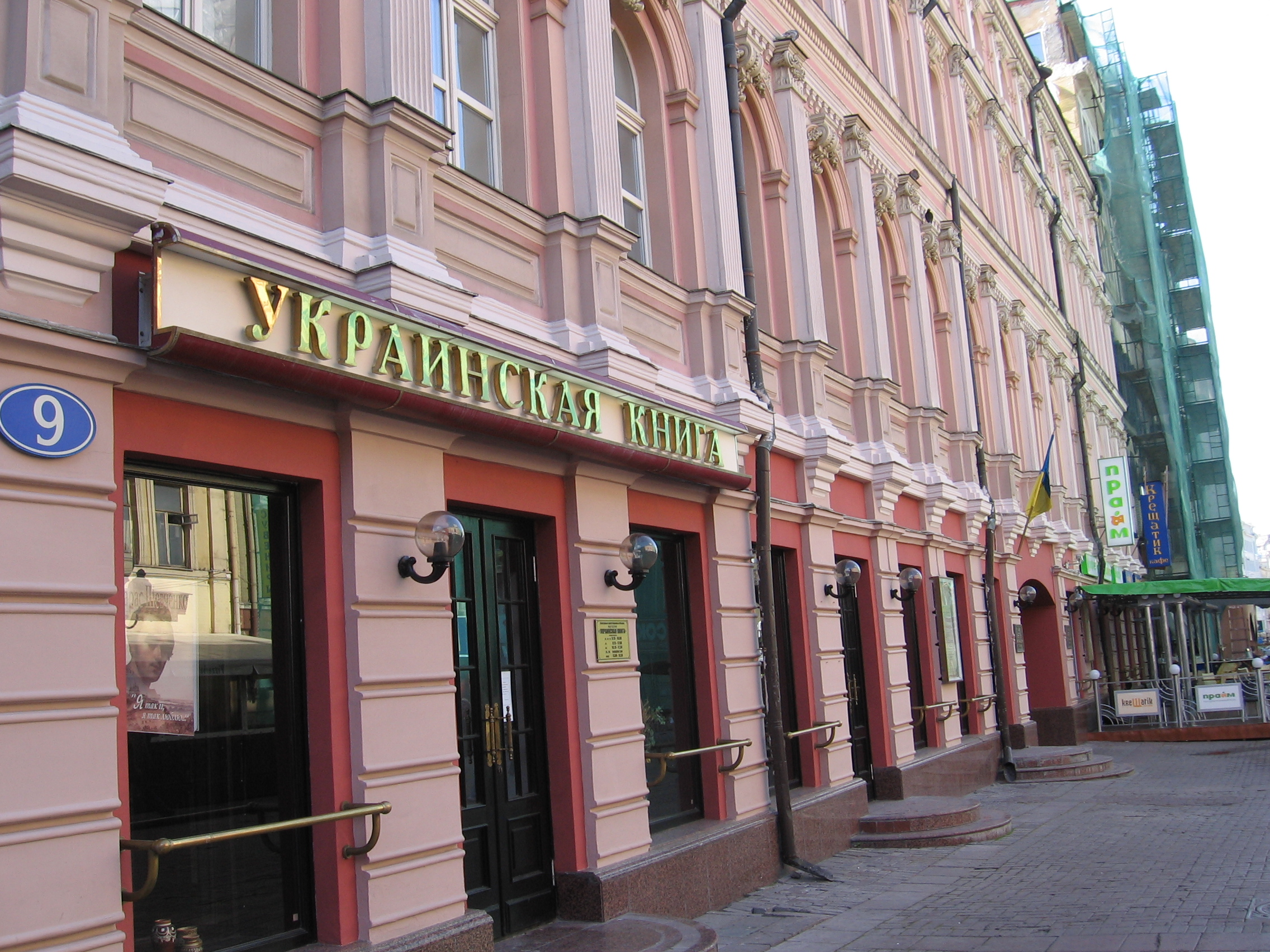
Українська книгарня на Арбаті.

- Українська недільна школа імені Павла Поповича
- Курси української мови
- Магазин «Українська книга»
- Меморіальна кімната Тараса Шевченка і Михайла Грушевського.

## Працівники
Генеральним директором центру в 1999-2000 роках згадується Сергієнко Петро Семенович, а його заступником був Василенко Юрій Миколайович. Помічниками були Юрій Кононенко і Тетяна Чернікова.
Наступним генеральним директором центру від 2001 року і до 15 липня 2015 року (за датою контракту) був Мельниченко Володимир Юхимович.
У 2015-2016 роках в. о. генерального директора був Андрій Бабіков.
На початку 2016 р. екс-президенти України Леонід Кравчук, Леонід Кучма і Віктор Ющенко звернулися до чинного Президента України Петра Порошенка з проханням відновити Мельниченка на посаді директора культурного центру України в Москві.
З березня 2016 року по квітень 2017 року генеральним директором Національного культурного центру України у м. Москві був кандидат мистецтвознавства, доцент, заслужений працівник культури України Іонов Володимир Ілліч.
У червні 2017 року Національний культурний центр України у м. Москві очолив журналіст Юрченко Валерій Володимирович, 1970 року народження, на момент призначення - директор телерадіомовної компанії "Скіф" та власник радіо "Пілот".
У 2020 році Юрченко з невідомих причин залишив посаду, однією з причин цього могли стати судові позови на центр з боку працівників, щодо невиплати їм зарплати.
У 2020-2021 роках згадується виконувачка обов’язків генерального директора Національного культурного центру України у м. Москві Лариса Бондарук, випускниця Київської консераторії.
Починаючи з березня 2021 року, в якості керівника центру працює новопризначений перший заступник гендиректора - Овсієнко Олег Іванович, 1977 року народження, випускник юридичного факультету КНУ ім. Т. Шевченка 2005 року, який у 2004-2014 роках був працівником Державного управління справами, а у 2014-2021 роках був гендиректором ТОВ "Укркен", та уповноваженою особою державного підприємства "Укрпромресурс".
Відповідно, саме Овсієнко офіційно зареєстрований з 2021 року органами влади РФ, як юридичний керівник центру.
Згідно зі звітами Овсієнка, за 2022 рік його центр поніс матеріальні збитки у розмірі 952 тис. російських рублів.
В різні часи, центр виступив засновником-бенефіціаром двох бізнес-структур. Так, 20 травня 1998 року було засновано ТОВ "Український діловий центр" у Москві, ліквідований у 2006 році. Також 14 березня 2003 року було зареєстровано ТОВ Торговий дім "Україна", фірму було ліквідовано у 2009 році.

## Блокування роботи Центру
- У вересні 2016 р. роботу Центру було заблоковано громадянами Росії.[8]
- 22 листопада 2016 р. вчинено напад на Національний культурний центр України в Москві. Спалено синьо-жовтий національний прапор України. Міністерство закордонних справ України оголосило протест через напад на культурний центр у Москві та спалення українського прапора.[9]